# Robbie Ryan
Pour les articles homonymes, voir Ryan.
Robbie Ryan, né en 1970 à Dublin (Irlande), est un directeur de la photographie irlandais.
Il a été directeur de la photographie sur plus de 80 projets de films, dont des longs métrages, des courts métrages, des publicités et des clips musicaux.

## Filmographie

### Au cinéma
- 1997 : How to Cheat in the Leaving Certificate
- 1998 : Retribution in the Year 2050
- 2000 : The Black Suit
- 2001 : Large
- 2002 : This Is Not a Love Song
- 2005 : Isolation
- 2006 : Mischief Night
- 2006 : Red Road
- 2007 : Rendez-vous à Brick Lane
- 2008 : Carmo
- 2009 : Fish Tank
- 2009 : The Scouting Book for Boys
- 2010 : I Am Slave
- 2010 : Patagonia
- 2011 : Les Hauts de Hurlevent
- 2012 : Ginger and Rosa
- 2012 : La Part des anges
- 2012 : The Summit
- 2013 : Philomena
- 2013 : The Last Days on Mars
- 2014 : Catch Me Daddy
- 2014 : Jimmy's Hall
- 2015 : Slow West
- 2016 : American Honey
- 2016 : I Am Not a Serial Killer
- 2016 : Moi, Daniel Blake
- 2017 : The Meyerowitz Stories
- 2018 : La Favorite (The Favourite)
- 2021 : Nos âmes d'enfants (C'Mon C'Mon) de Mike Mills
- 2024 : Kinds of Kindness de Yórgos Lánthimos
- 2025 : Bugonia de Yórgos Lánthimos

#### Courts-métrages
- 1993 : Faith
- 1993 : The Twenty Second Plastic Love Affair (aussi réalisateur)
- 1993 : Undertow
- 1997 : Coal
- 1998 : The Farmer's Wife
- 1998 : The Wind
- 1999 : 7th Heaven
- 1999 : New Dawn
- 1999 : Patterns
- 1999 : The Tale of the Rat That Wrote
- 2000 : Short
- 2001 : Ivor the Insomniac
- 2001 : Landmark
- 2001 : Life in the Fast Lane
- 2001 : Shadowscan
- 2003 : LSD '73!
- 2003 : Wasp
- 2004 : Knitting a Love Song
- 2005 : Antonio's Breakfast
- 2005 : At Debt's Door
- 2005 : Toz
- 2005 : Tube Poker
- 2006 : Cubs
- 2006 : The Silent City
- 2007 : Possessive Boyfriend
- 2007 : Showtime!
- 2007 : Son
- 2008 : Night School
- 2008 : The German
- 2008 : Uncle Bill's Barrel
- 2009 : Coppers
- 2009 : Dating Don'ts
- 2009 : GirlLikeMe
- 2009 : Twins
- 2010 : For the First Time
- 2010 : The Lost Explorer
- 2010 : Xxx
- 2011 : Pitch Black Heist
- 2012 : Ghost in the Machine
- 2012 : ROFLMAO
- 2012 : Tell Me About Yourself
- 2014 : Open Mic
- 2014 : Sophie at the Races
- 2014 : The Karman Line
- 2015 : The Magi
- 2016 : Amishi
- 2016 : Drop the Hand
- 2016 : Little Soldier
- 2016 : The Sticks
- 2017 : Aamir
- 2017 : Blue Christmas
- 2017 : Cake
- 2017 : The Big Day
- 2018 : Drum

## Distinctions

### Récompenses
- Prix du cinéma européen 2019 : Meilleur photographe pour La Favorite

### Nomination
- Oscars 2024 : Meilleure photographie pour Pauvres Créatures